# Ернесто Марсель
Ернесто Марсель (ісп. Ernesto Marcel; 23 травня 1948 — 29 червня 2020) — панамський професійний боксер.
Чемпіон світу у напівлегкій вазі за версією WBA (19.08.1972—1974).

## Спортивна кар'єра
У професійному боксі дебютував 17 квітня 1966 року, перемігши свого співвітчизника Валентина Ворелла.
26 квітня 1969 року, перемігши Еугеніо Уртадо, виборов титул чемпіона Панами у легшій вазі.
1 серпня 1970 року, перемігши Мігеля Ріаско, виборов титул чемпіона Панами у напівлегкій вазі.
11 листопада 1971 року, як претендент, змагався за титул чемпіона світу у напівлегкій вазі за версією WBC проти Куніякі Сібата (Японія). Двобій завершився у нічию.
19 серпня 1972 року переміг у поєдинку проти Антоніо Гомеса (Венесуела), здобувши звання чемпіона світу у напівлегкій вазі за версією WBA.
Протягом 1972—1974 років чотири рази захищав свій титул у поєдинках проти таких боксерів, як Енріке Гарсія (Мексика), Антоніо Гомес (Венесуела), Спайдер Немото (Японія) і Алексіс Аргуельйо (Аргентина).
Після останнього захисту у 1974 році завершив боксерську кар'єру, залишивши пояс чемпіона світу вакантним.